# Гільза

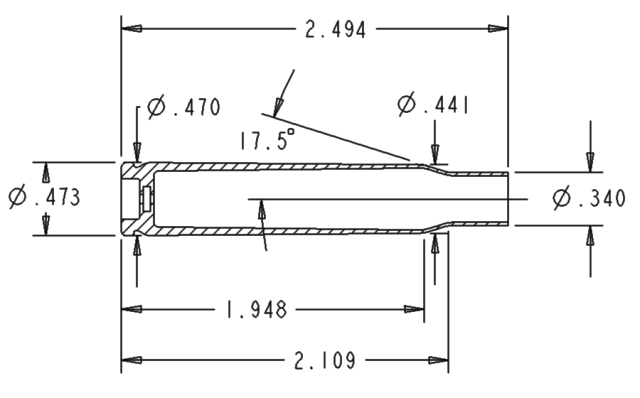
Кресленик гільзи гвинтівкового патрона .30-06 Springfield (США). Гільза з проточкою. Розміри в дюймах

Схема унітарного патрона: 1 — куля,
2 — гільза, 3 — заряд пороху, 4 — денце з закраїною, 5 — запальний елемент (капсуль)

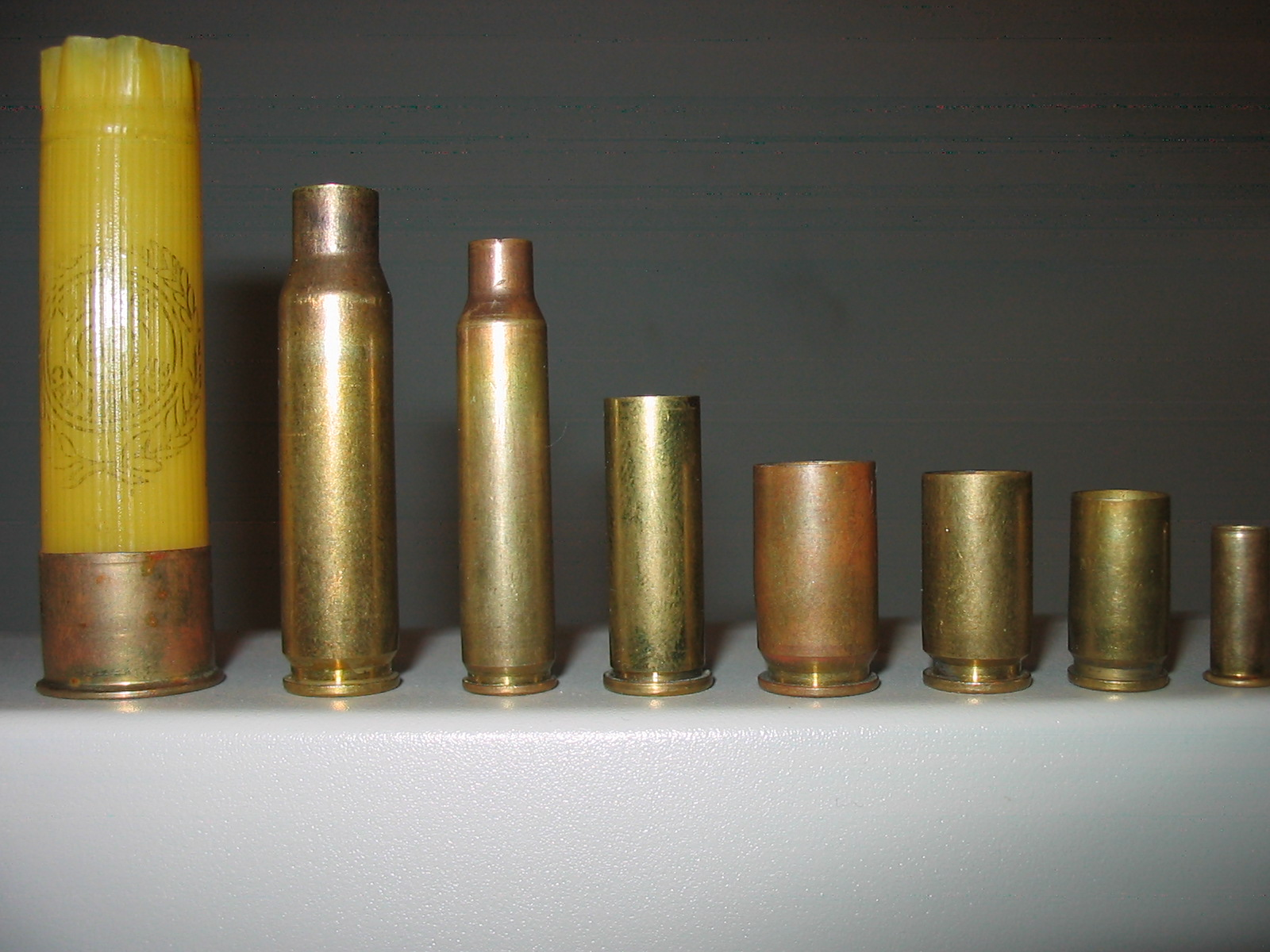
Патронні гільзи різних калібрів та призначень. Ліворуч — пластмасова гільза до гладкоствольної рушниці

Гільза збройова (від нім. Hülse — «оболонка») — тонкостінна закрита з одного кінця трубка (стакан), призначена для розміщення метального заряду і засобів займання (ініціації), що слугує оболонкою унітарного збройового патрона або артилерійського пострілу для вогнепальної зброї і що сполучає в одне ціле конструктивні частини патрона (пострілу): снаряд (кулю, дробовий заряд, артилерійський снаряд тощо), пороховий заряд і капсуль-запальник. Найважливіші якості збройової гільзи — герметичність, стійкість до корозії, міцність і легкість вилучення (екстрагування) її з патронника після пострілу.
Гільзи сучасних патронів найчастіше металеві, виготовляються з сплавів кольорових металів або з сталі з різними покриттями. Гільзи патронів до гладкоствольної зброї нерідко мають металеве денце з низьким циліндром (відомим як «юбка») і стінки з пластмаси або картону (папкові гільзи).

## Форма гільз
За формою гільзи бувають циліндричні (7,65×17 мм), пляшкові (7.62x51 НАТО), конічні (7,62-мм патрон до револьвера Нагана). Інколи зустрічаються особливі типи гільз. Наприклад з оберненою конусністю — малосерійний радянський патрон 23х260 до револьверної авіаційної гармати; гільзи трикутні за перерізом тощо.

## Закраїна гільзи
Закраїна гільзи (іноді звана також фланець або рант, в англомовній термінології — rim) — кільцевий виступ у денця гільзи, що слугує для вилучення (екстрагування) гільзи з патронника. Гільза може бути забезпечена виступною закраїною (наприклад, російський  гвинтівковий патрон 7,62 × 54 R, патрони до револьверів і гладкоствольних рушниць) — кільцевою проточкою, яка формує закраїни, не виступають за діаметр гільзи (більшість сучасних патронів до автоматичної зброї). Існують також гільзи і з проточкою, і з виступаючим денцем одночасно (револьверні патрони 38 Smith & Wesson Special, 357 Smith & Wesson Magnum та ін).
За типом закраїни гільзи поділяються на:

### Гільзи з виступаючою закраїною

7,62 × 54 мм R

Такими є більшість гільз до револьверів і мисливської зброї; також до багатьох гвинтівок розробленим в 19 столітті, такими як гвинтівка Мосіна або британський Лі-Енфілд. Часто позначаються літерою R (англ. rimmed). Хоча з міркувань зручності постачання автоматична зброя часто створювалася під раніше прийнятого на озброєння патрон (наприклад, британський Брен), використання такого патрона для магазинного зброї не оптимально, так як  коробчаті магазини під такі набої громіздкі і до того заряджання магазина вимагає обережності, оскільки закраїни патронів повинні чергуватися в одному порядку: закраїна верхнього патрона повинна знаходитися попереду нижній, в іншому випадку магазин буде заклинений.

### Гільзи без виступаючої закраїни (безфланцеві)

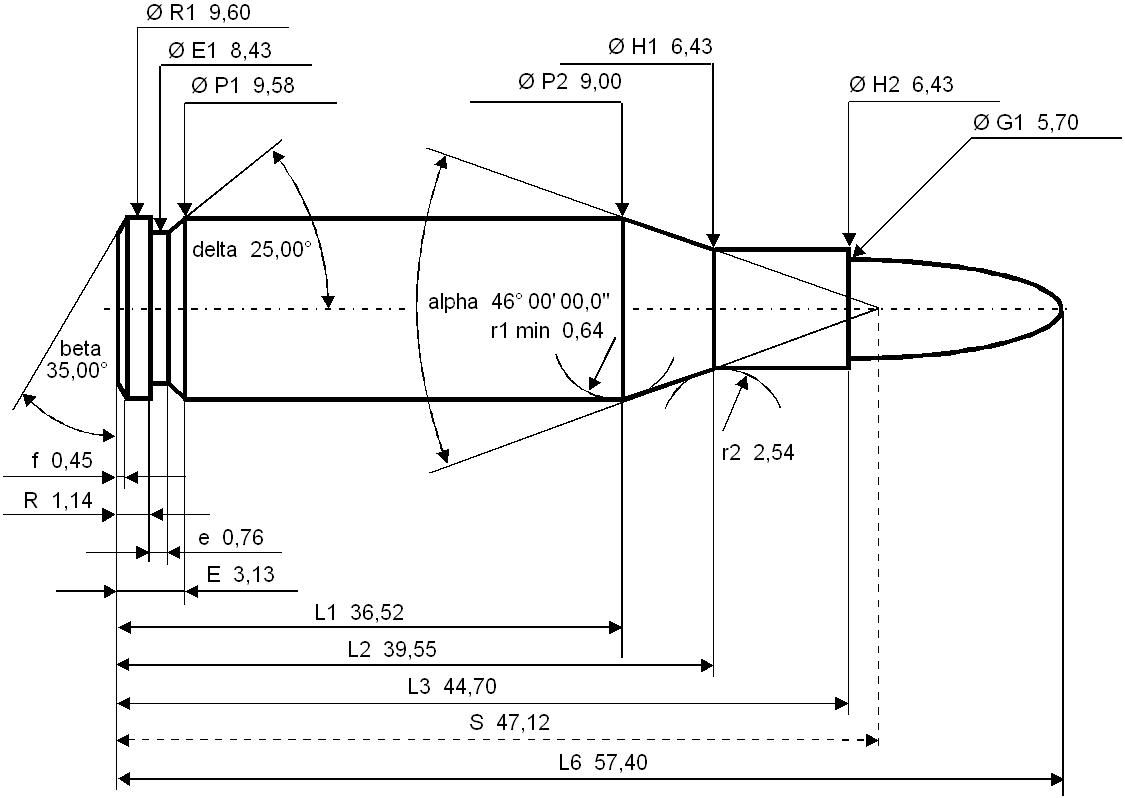
.223 Remington

Такі гільзи (англ. rimeless) з початку XX-го сторіччя найпопулярніші для застосування в автоматичній зброї, так як вони забезпечують оптимальне заповнення магазина і надійність живлення. Для використання в револьверах (наприклад, Кольт М1917) патронів без закраїни використовуються спеціальні пачки — «кліпи» (від англ. clip — «затискач»).

### Гільзи зі зменшеною закраїною

.284 Winchester

Гільзи зі зменшеною закраїною, тобто діаметра меншого ніж тіло гільзи. Такі гільзи зустрічаються рідко (наприклад, .50 Action Express для пістолета Desert Eagle). Саме вони використовуються для застосування наявного у виробництві затвора з потужнішим патроном (і тому більш великою гільзою) без заміни бойової личинки.

### Напівфланцеві
Проміжним варіантом є так звана напівфланцева (англ. SR-Semi Rimmed) гільза, приміром, .25 ACP або .32 ACP. Такі патрони мають той же, хоча і менш виражений, недолік, що й патрони з закраїною: неправильно заряджений магазин може заклинити в самий невідповідний момент. Проте теоретично вони придатні для застосування в револьверах.

### З пояском
Перед вирізом для екстрагування у таких гільзах введено виступаючий поясок, що служить для позиціювання гільзи в патроннику. Прикладом є патрони .400/.375 Belted Nitro Express, .300 Winchester Magnum, 23×152В.

## Типи конструкції
Кріплення кулі в гільзі здійснюється шляхом тугої посадки (іноді із застосуванням герметизуючого контурного лаку — патрони  9 × 18 ПМ,  7,62-мм патрон зразка 1943 р.), завальцювання дульця гільзи ( 5,6-мм патрони), кернення гільзи (патрони  5,45-мм до ПСМ та 7,62-мм патрон до револьвера Нагана). Деякі гільзи мають кільцеву виїмку-канелюру, в яку впирається куля (патрони  7,65 мм Браунінг).
За способом розміщення ініціюючої суміші гільзи бувають кільцевого бою, де ініціююча суміш знаходиться у виштампованому фланці тонкої жестяної гільзи, та центрального бою, де ініціююча суміш знаходиться у спеціальному капсулі у центрі донця гільзи. Інші типи розміщення ініціюючого заряду вже вийшли з ужитку. За типом капсуля гільзи бувають під капсуль «бердан», де «коваделко» є частиною гільзи, та «боксер» де «коваделко» є частиною конструкції капсуля. Також, здебільшого в авіації, існують набої з гільзою з електропідпалом порохового заряду.

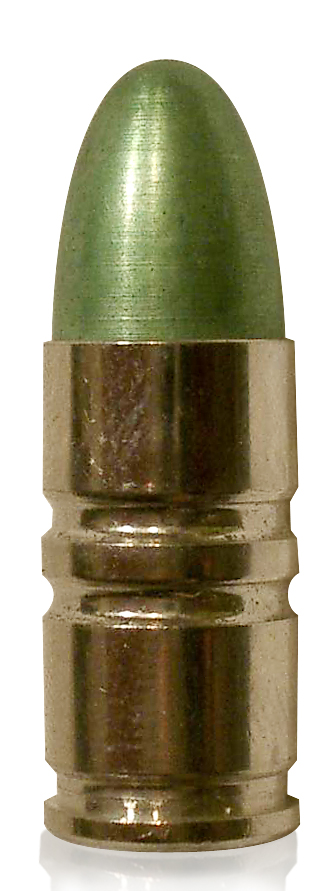
Навчальний пістолетний патрон

Гільзи для патронів скорострільних кулеметів — наприклад, гільза для патронів ШКАС — мають потовщені стінки, посилене кріплення капсуля в гнізді, введений подвійний кільцевої обтиск кулі в дульці гільзи. На дні гільзи, крім стандартних позначень, ставилася буква «Ш».
Гільзи для холостих патронів мають подовжене (у порівнянні з бойовими) дульце з обтиснутим пелюстками. Для герметичності дульце покривають лаком (холості 7,62 мм патрони обр. 1943 р.).
Гільзи навчальних патронів зарядом не споряджаються, капсуль інертний. Щоб їх можна було відрізнити від бойових навіть навпомацки, гільзи навчальних патронів мають поздовжні або кільцеві виїмки. Наприклад, на навчальних 7,62-мм проміжних патронах робляться чотири поздовжні виїмки на навчальних 9-мм патронах КМ — дві кільцеві виїмки.
Гільза, як правило, використовується один раз. Однак стрільці-аматори, мисливці і спортсмени, які часто самі споряджають свої патрони, нерідко використовують металеві (а для гладкоствольної зброї пластикові) гільзи повторно, що дає суттєву економію. При цьому для переспорядження набоїв набагато зручніші гільзи під капсуль типу «боксер».
Конструктори протягом багатьох десятків років роблять спроби радикально модернізувати патрон, щоб піти від проблем, пов'язаних з розривом і заїданням гільзи під час екстрагування, полегшити і здешевити боєприпаси. На сьогодні до масового застосування доведені тільки артилерійські постріли з гільзою що частково згорає (постріли до радянським танкових гармат У-5тс, Д-68, Д-81ТМ): корпус гільзи згорає при пострілі разом з пороховим зарядом, залишається тільки металевий піддон.